# Farmaceut

Třecí miska a tlouček je mezinárodní symbol farmaceutů a farmacie

Farmaceut (též lékárník, což je termín běžně používaný pro farmaceuta pracujícího v lékárně) je zdravotnická profese zabývající se farmacií. Ve své tradiční roli farmaceuti přijímají předpisy léků a vydávají léky pacientům, radí ohledně správného užívání léků a jejich nežádoucích účinků. V této roli farmaceuti zajišťují bezpečné a účinné použití medikace. Farmaceuti se také účastní při léčbě nemocí, kde optimalizují a monitorují farmakoterapii, často ve spolupráci s lékaři nebo jinými zdravotnickými odborníky. Farmaceuti se mohou uplatnit na rozsáhlém poli expertízní činnosti a jsou kritickým činitelem v lékařské vědě na klinikách, v nemocnicích a lékárnictví po celém světě.
Farmaceuti často figurují jako vlastníci malých firem provozujících lékárnickou praxi. Jejich specializované znalosti je činí živou součástí všech zdravotnických týmů. Vystupují jako odborní prostředníci mezi pacienty a poskytovateli zdravotnické péče, a zajišťují, aby byla vybrána vhodná farmakoterapie a aby byla co nejlépe aplikována.
Farmaceuti bývají někdy označování jako chemici (nebo dávkující chemici), což někdy způsobuje jejich záměnu s vědci na poli chemie. Tento termín je historický, protože farmaceuti dříve potřebovali získat nižší akademický titul v oboru farmaceutické chemie a byli proto známi jako „farmaceutičtí chemici“.

## Role farmaceutů
Farmaceuti jsou vzdělávání ve farmakologii, farmakognozii, chemii, mikrobiologii, praktické farmacii (včetně lékových interakcí, monitorování medikace, řízení medikace), farmacii, farmaceutickém právu, fyziologii, anatomii, biochemii, farmakokinetice, nefrologii, hepatologii a v přípravě (míšení) léků. Učivo dále obsahuje základy diagnostiky s důrazem na ovládání stavu nemoci, terapii a předepisování léků (výběr nejvhodnější medikace pro daného pacienta).
Jednou z nejdůležitější rolí, které farmaceuti nyní zastávají, je farmaceutická péče. Zahrnuje přímou odpovědnost za pacienty a stav jejich nemoci, medikaci a řízení toho všeho k dosažení co nejlepších výsledků pro každého pacienta. Farmaceutická péče přináší mnoho pozitiv, kromě jiného:
- snížení počtu medikačních chyb
- zlepšení přijetí medikačního režimu pacientem
- lepší kontrola stavu chronických onemocnění
- silná vazba mezi farmaceutem a pacientem

Farmaceuti jsou často prvním bodem kontaktu pro pacienty s požadavkem na zdravotnické služby. To znamená, že farmaceuti hrají velkou roli při vyhodnocování medikace v rámci primární péče o pacienty. V této roli mohou být především zahrnuty:
- klinické řízení medikace
- zhodnocení pacientů s nediagnostikovaným nebo diagnostikovaným stavem a rozhodnutí o potřebě klinickéhé řízení medikace
- specializovaný monitoring stavu nemoci
- revize medikačního režimu
- monitoring léčebného režimu
- delegace práce
- obecný monitoring zdraví
- příprava léků
- obecné konzultace o zdraví
- poskytování specifického školení pacientů o stavu nemoci nebo medikaci
- přehled o podávání léků na předpis
- poskytování léků bez předpisu
- konzultace ohledně optimálního užívání léků
- konzultace a léčby běžných lehkých onemocnění
- odkazování na jiné zdravotnické pracovníky, je-li to třeba
- dávkování léků při selhání ledvin nebo jater
- farmakokinetické zkoušky
- vzdělávání lékařů a jiných zdravotnických pracovníků ohledně medikace a jejího správného používání
- omezené předepisování medikace pouze ve spolupráci s dalšími zdravotnickými pracovníky
- poskytování farmaceutických informací
- podpora veřejného zdraví organizováním očkování

V některých státech mají farmaceuti právo na předepisování léků nezávisle na vlastní odpovědnost nebo ve spolupráci s lékaři primární péče prostřednictvím dohodnutého protokolu.

## Kvalifikace a registrace
Požadavky na vzdělání farmaceutů, jejich licencování a průběžné vzdělávání se liší stát od státu taktéž i mezi regiony téhož státu. Ve většině zemí farmaceuti studují farmacii na farmaceutických školách a podobných institucích. Po absolutoriu jsou licencováni pro stát nebo region k vydávání medikace v zařízeních, pro která byli vyškoleni.

## Praktické specializace
Farmaceuti se mohou specializovat na určitý podobor nebo charakter práce. Některé farmaceutické specializace:
- Akademický farmaceut
- Klinický farmaceut (sestává z řady podspecializací, jako je pediatrie, geriatrie apod.)
- Komunitní farmaceut
- Farmaceut pro přípravu léků
- Farmaceutický konzultant
- Farmaceut pro lékové informace
- Farmaceut pro domácí péči
- Ústavní (nemocniční) farmaceut
- Průmyslový farmaceut
- Vojenský farmaceut
- Nukleární farmaceut
- Onkologický farmaceut
- Farmaceut pro kontrolu léčiv
- Veterinární farmaceut
- Farmaceut pro klinickou patologii

## Česká republika
V České republice jsou farmaceuti řazeni mezi vyšší zdravotnický personál (společně s lékaři a zubními lékaři). Podmínky pro získávání způsobilosti určuje zákon č. 95/2004 Sb., pravidla pro práci farmaceutů určuje především vyhláška č. 84/2008 Sb., a pro oblast činností mimo zdravotní péči zákon 378/2007 Sb.

### Kvalifikace farmaceutů
Vzdělání potřebné pro způsobilost práce farmaceuta se získává absolvováním nejméně pětiletého magisterského studia v akreditovaném studijním programu farmacie, které kromě teoretické a praktické přípravy zahrnuje nejméně 6 měsíců praxe v lékárně. Zákon obsahuje i výjimku pro studium zahájené v akademickém roce 2003/4 (postačuje absolvování studijního programu farmacie). Zákon též určuje podmínky pro uznávání kvalifikace získané mimo území ČR.
Farmaceut může dalším vzděláváním způsobem podle zákona získat specializovanou způsobilost. Tímto vzděláváním je studium zakončené atestační zkouškou nebo odborná praxe v akreditovaném zařízení.

### Práce farmaceutů
Farmaceuti mohou pracovat v oblasti poskytování zdravotní péče (potom se jejich činnost řídí podmínkami vyhlášky č. 84/2008 Sb.), anebo mimo tuto oblast, zejména v oblasti výroby a distribuce léčiv (a pak se práce řídí zákonem č. 378/2007 Sb.). Uvedené právní normy specifikují pravidla pro výkon jednotlivých činností, pro zacházení s léčivými přípravky a pro vedení lékárnické praxe.

### Farmaceutický asistent
Farmaceutický asistent je samostatná profese, patřící podle zákona č. 96/2004 Sb. mezi nelékařská zdravotnická povolání. Pro výkon této profese postačuje nižší vzdělání než pro práci farmaceuta, škála činností farmaceutického asistenta je orientována na méně kvalifikované činnosti. Mnoho z těchto činností se však překrývá s prací farmaceuta, farmaceutický asistent také velmi často pracuje pod odborným dohledem farmaceuta.

## Historie

### Dálný Východ
Ve starověkém Japonsku byli velmi respektováni muži, kteří plnili roli podobnou dnešním farmaceutům. Místo farmaceutů ve společnosti bylo ustanoveno Taihōovým zákoníkem (701) a později upravena Yōrōovým zákoníkem (718). Na předheiánském císařském dvoře byly ustanoveny pevné pozice; tato organizační struktura zůstala z velké části nezměněna až do Meidžiho reforem (1868). V této velmi stabilní hierarchii měli farmaceuti – a také farmaceutičtí asistenti – přiřazen privilegovaný status před všemi ostatní zdravotnickými činiteli, například lékaři nebo akupunkturisty. V císařské družině byl farmaceut postaven výše než dva císařští lékaři.

### Arabský poloostrov
Arabové jsou považováni za farmaceuty, kteří přinesli znalosti farmakologie do Evropy. Stalo se tak v sedmém století našeho letopočtu.

### Evropa
Počátky lékáren jsou spojeny s kláštery a jejich bylinnými zahradami. Ve 13. století se evropští lékárníci osamostatnili jako svébytný řemeslný obor, oddělený od lékařství, ale až do počátku 18. století často spojený s alchymií.